# Louis Godin
Louis Godin (Parigi, 28 febbraio 1704 – Cadice, 11 settembre 1760) è stato un astronomo francese.

## Biografia
Godin nacque a Parigi; i suoi genitori erano François Godin ed Elisabeth Charron. Si diplomò al Lycée Louis-le-Grand e studiò astronomia sotto Joseph-Nicolas Delisle. Le sue tavole astronomiche (1724) gli diedero fama e reputazione e l'Accademia francese delle scienze lo elesse membro veterano. Fu incaricato di scrivere una continuazione della storia dell'accademia, lasciata incompleta da Bernard le Bovier de Fontenelle, e fu anche autorizzato a sottoporre al ministro, il cardinale André-Hercule de Fleury, il metodo migliore (misurare un grado di latitudine all'Equatore) per stabilire una volta per tutte la vera natura della forma della Terra, proponendo l'invio di una missione scientifica all'Equatore. Il ministro approvò il piano e stanziò i mezzi necessari; l'accademia designò Charles Marie de La Condamine, Pierre Bouguer e Godin per recarsi in Perù nel 1734.
La spedizione salpò da La Rochelle il 16 maggio 1735, toccò Cadice per imbarcare due luogotenenti di marina, Jorge Juan y Santacilia e Antonio de Ulloa, ai quali Filippo V aveva ordinato di accompagnarla, e proseguì per Santo Domingo, dove rimasero sei mesi per compiere osservazioni scientifiche. Arrivarono a Quito nel febbraio 1736, attraversando le Ande per insediare le loro stazioni nell'entroterra e rimasero due anni.
Quando ebbero terminato il loro compito nel 1738, su invito del viceré del Perù, Godin accettò la cattedra di matematica a Lima, dove istituì anche un corso di lezioni di astronomia. Successivamente al terremoto di Lima del 1746 che distrusse la maggior parte della città, Godin eseguì una serie di preziose osservazioni sismologiche, aiutò i sofferenti e fece progetti grazie ai quali i nuovi edifici sarebbero stati meno esposti al pericolo di nuove scosse.
Nel 1751 tornò in Europa, ma scoprì di essere stato quasi dimenticato e sostituito come veterano dell'accademia; e, poiché la sua fortuna era andata perduta in sfortunate speculazioni, accettò la presidenza del collegio per guardiamarina a Cadice in Spagna nel 1752. Durante il terremoto di Lisbona del 1755, che fu distintamente avvertito a Cadice, fece delle osservazioni e si adoperò molto per placare le apprensioni del pubblico, per cui fu nobilitato dal re di Spagna. Nel 1759 fu chiamato a Parigi e reintegrato come membro veterano dell'accademia, ma morì al suo ritorno a Cadice.
A Godin sono intitolati Il cratere lunare Godin e l'asteroide 12715 Godin.

## Opere
- Appendix aux tables astronomiques de Lahire (Paris, 1724)[3]
- Histoire de l'académie des sciences, 1680 à '99 (11 vols., 1728)
- La connaissance des temps (1730–1734)[4]
- El temblor de tierra de Lima, sus causas, efectos y consecuencias (Lima, 1748)
- Curso de matemáticas para el uso de mis discípulos (1750)
- Observations astronomiques au Perou (2 vols., Paris, 1752)
- Des tremblements de terre en général, de ceux de Lima et Lisbonne en particulier (1753)
- Les possessions Espagnoles dans l'Amérique du Sud; le Perou, son histoire, ses richesses, et moeurs de ses habitants (1755).